# Парламентские выборы в Ираке (2014)
Парламентские выборы в Ираке прошли 30 апреля 2014 года. На выборах были избраны 328 депутатов Совета представителей Ирака. Парламент страны избирает президента и премьер-министра.

## Избирательный закон
Избирательная система основана на системе с открытым списком на основе пропорционального представительства. Избирательные округа совпадают с провинциями Ирака. Подсчёт был изменён на метод Сент-Лагю по постановлению Верховного суда Ирака, так как предыдущий метод дискриминировал небольшие партии. Семь компенсирующих мест предусмотрено на национальном уровне для партий, общенациональный уровень поддержки которых не нашёл отражения на уровне отдельных провинций. Как и раньше, восемь мест отведено для национальных меньшинств.

## Участники выборов
Независимая высшая избирательная комиссия Ирака утвердила список из 277 политических образований, имеющих право участия в парламентских выборах 2014 года. Политические образования указываются в бюллетене как часть «коалиции». Глава победившей коалиции имеет право первым претендовать на пост премьер-министра. Список 39 коалиций, включающий 250 политических образований, был опубликован в феврале 2014 года.
Наиболее значимые коалиции:
- Государство закона (Коалиция в поддержку государства закона) - 91 место (24,14%)
- Shiite Islamist Muwatin -
- Nujayfi
- Allawi
- Mutlak
- Ali al-Fayyad
- Ватания (Отечество)
- Мутахидун
- Движение последователей Садра («Ахрар», Садристы)
- Блок Арабия (The Arabiyya blok)
- Патриотический союз Курдистана
- Демократическая партия Курдистана
- Белый иракский блок
- Коалиция Ирак

## Подготовка выборов
25 марта 2014 года все члены Высшей избирательной комиссии Ирака ушли в отставку. Однако 30 марта, после переговоров с международными организациями члены комиссии отозвали своё заявление об отставке.